# 威氏歌百灵
威氏歌百灵（学名：Mirafra williamsi），是百灵科歌百灵属的一种，为肯尼亚的特有种。
威氏歌百灵的栖息地包括亚热带或热带的（低地）干草原和亚热带或热带的（低地）干燥疏灌丛。